# Pomáz HÉV-állomás
Pomáz HÉV-állomás egy pomázi HÉV-állomás, melyet a MÁV-HÉV Helyiérdekű Vasút Zrt. (MÁV-HÉV) üzemeltet.
A város központjától nem messze délkeletre helyezkedik el, az 1111-es út közelében, közúti elérését a 11 319-es számú mellékút biztosítja, amely a közvetlenül mellette üzemelő városi helyközi buszpályaudvart is kiszolgálja.

## Forgalom
| Járat | Útvonal | Gyakoriság      |
| ----- | --- | --------------- |
|       | Batthyány tér – Margit híd, budai hídfő – Szépvölgyi út – Tímár utca – Szentlélek tér – Filatorigát – Kaszásdűlő – Aquincum – Rómaifürdő – Csillaghegy – Békásmegyer – Budakalász – Budakalász, Lenfonó – Szentistvántelep – Pomáz – Pannóniatelep – Szentendre | 7-30 percenként |

## Megközelítés tömegközlekedéssel
- Helyközi busz:  855, 856, 860, 861, 862
- Éjszakai busz:  943